# Jeanne-Marie Leprince de Beaumont
Jeanne-Marie Leprince de Beaumont, nascida Marie-Barbe Leprince (Ruão, 26 de abril de 1711 – Avallon, 8 de setembro de 1780) foi uma escritora francesa, conhecida por escrever o conto de fadas A Bela e o Monstro. Era casada com Thomas Pichon (1757–1760).

## Biografia
Nascida em Ruão no ano de 1711, era filha de Marie-Barbe Plantart e Jean-Baptiste Le Prince. Estudou num convento de Ernemont entre 1725 e 1735.
Posteriormente tornou-se a professora infantil de canto da Corte do Ducado da Lorena, de Estanislau I Leszczyński da Polónia, em Lunéville.
Casou-se primeiramente com o dançarino Antoine Malter em 1737, e teve uma filha chamada Élisabeth Grimard.
Em 1748, se divorciou de Beaumont, e deixou a França para tornar-se governanta em Londres. Ela escreveu vários contos de fadas, entre eles uma versão resumida de A Bela e o Monstro, adaptada da versão original de Gabrielle-Suzanne Barbot. Após ter uma carreira editorial bem-sucedida na Inglaterra, ela deixou o país em 1763 com a filha Élisabeth e o genro Moreau, onde passou a residir na região da Saboia, próxima a Annecy, e posteriormente mudou-se para Avallon em 1774, perto de Dijon.
A sua primeira obra, o romance moralista Le Triomphe de la vérité, foi publicada em 1748. Durante a sua carreira literária, publicou aproximadamente setenta volumes. As mais famosas eram as coleções que ela designava por magasins, que eram manuais instrucionais infantojuvenis para pais e educadores de alunos. Ela foi uma das primeiras a incluir contos populares como ferramentas moralistas e educacionais nas suas obras.
Ela publicou a revista Le Nouveau Magasin français, ou Bibliothèque instructive et amusante entre 1750 e 1752, e escreveu artigos no jornal britânico The Spectator quando morava em Londres.
Foi retratada no romance Crossings: A Thomas Pichon Novel, de A. J. B. Johnston.

## Obras
- Le Triomphe de la vérité, et Mémoires de M. de La Villette, 1748.
- Lettre en réponse à l’Année merveilleuse, 1745.
- Le Nouveau Magasin François, et Bibliothèque instructive et amusante, 1750-51.
- Lettres de Madame Du Montier à la marquise de ***, sa fille, avec les réponses, où l’on trouve les leçons les plus épurées et les conseils les plus délicats… pour servir de règle dans l’état du mariage, 1756.
- La Belle et la Bête, publicada na Magasin des enfans, Londres, Haberkorn, 1756.
- Magasin des enfans, ou Dialogues d'une sage gouvernante avec ses élèves de la première distinction, dans lesquels on fait penser, parler, agir les jeunes gens suivant le génie, le tempérament et les inclinations d'un chacun... on y donne un abrégé de l'histoire sacrée, de la fable, de la géographie, etc., le tout rempli de réflexions utiles et de contes moraux, Lião, Reguilliat, 1758.
- Magasin des adolescentes, et Dialogues d’une sage gouvernante avec ses élèves de la première distinction, 1760.
- Principes de l’histoire sainte, mis par demandes et par réponses, pour l’instruction de la jeunesse, 1761.
- Instructions pour les jeunes dames qui entrent dans le monde et se marient, leurs devoirs dans cet état et envers leurs enfants, 1764.
- Lettres d’Emerance à Lucie, 1765.
- Mémoires de Madame la Baronne de Batteville et la Veuve parfaite, 1766.
- La Nouvelle Clarice, histoire véritable, 1767. Romance epistolar baseado no romance de Samuel Richardson, Clarisse Harlowe, 1748.
- Magasin des enfants, et Dialogues d’une sage gouvernante avec ses élèves de la première distinction, dans lesquels on fait penser, parler, agir les jeunes gens suivant le génie, le tempérament et les inclinations d’un chacun... on y donne un abrégé de l’histoire sacrée, de la fable, de la géographie, etc., le tout rempli de réflexions utiles et de contes moraux, Londres, 1756.
- Magasin des pauvres, artisans, domestiques et gens de campagne, 1768.
- Les Américaines, et la Preuve de la religion chrétienne par les lumières naturelles, 1770.
- Éducation complète, et Abrégé de l’histoire universelle, mêlé de géographie et de chronologie, 1772.
- Contes moraux, 1774.
- La Dévotion éclairée, et magasin des dévotes, 1779.
- La Veuve et ses deux filles.
- La Belle et la Bête, ilustração de Willi Glasauer, 1983.
- Le Prince Fatal et le Prince Fortuné.
- Le prince Chéri.
- Joliette et le danger de rapporter.
- Belote et laidronette.